# Schloss Tütz

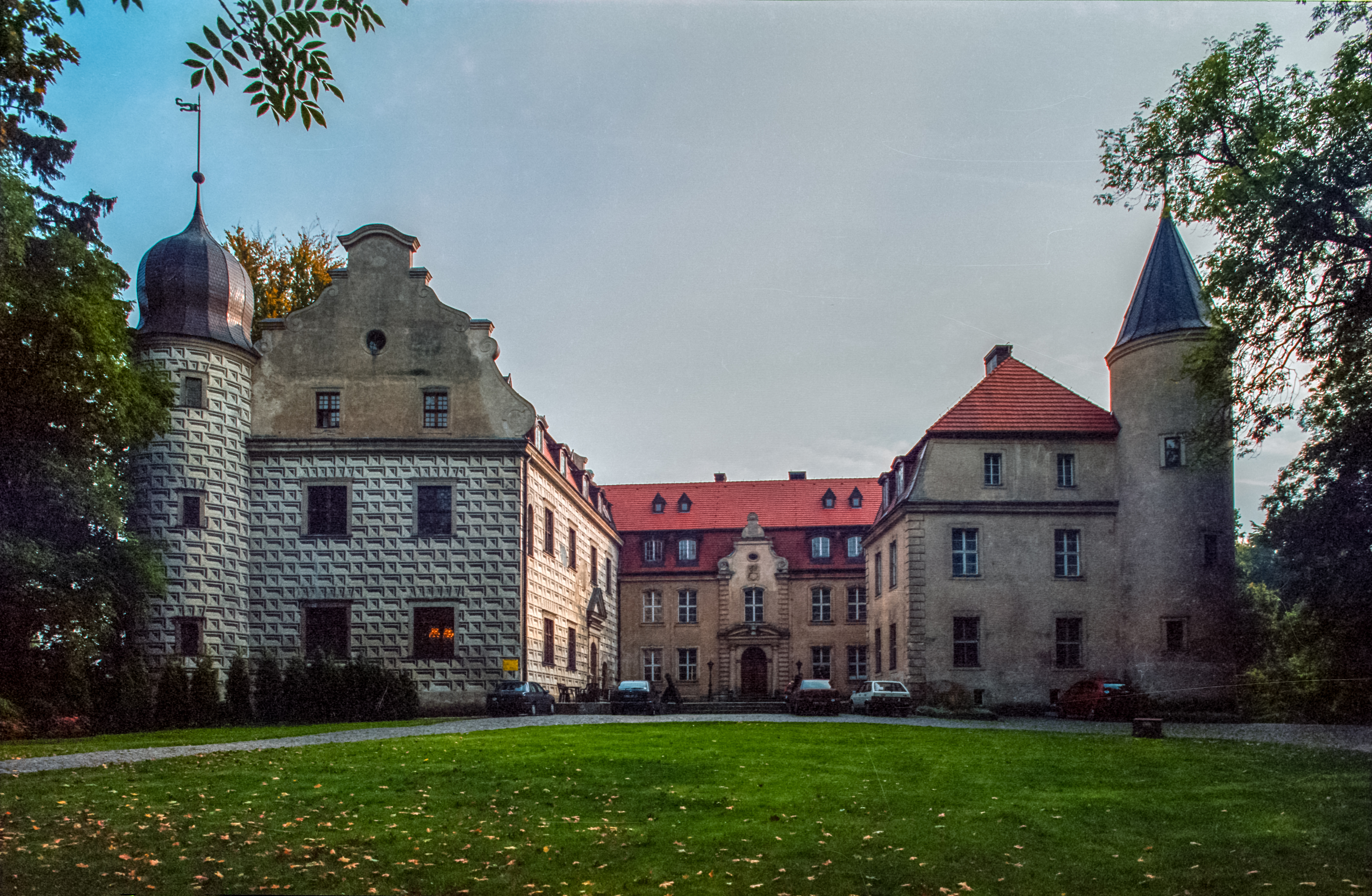
Schloss

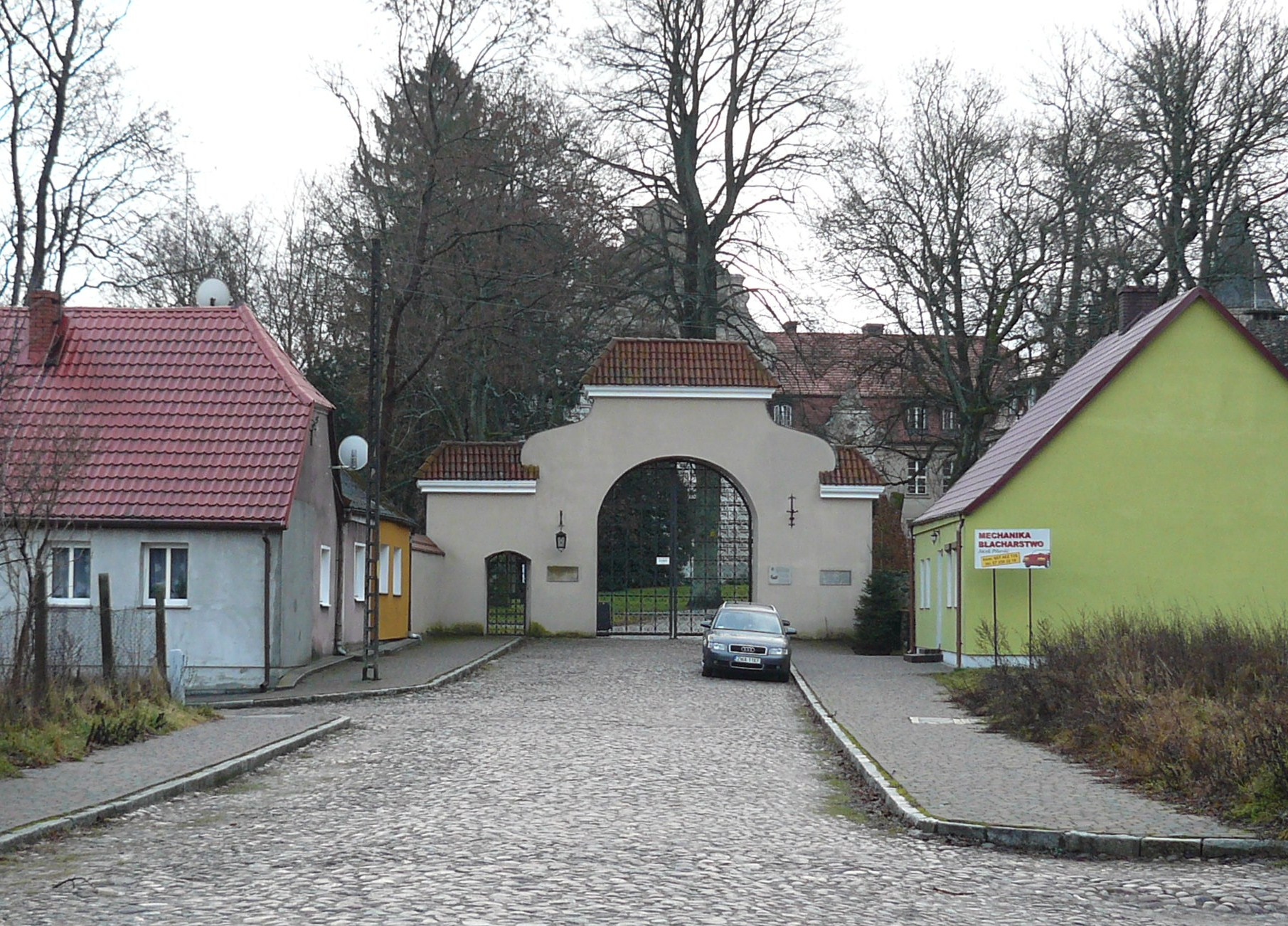
Einfahrt

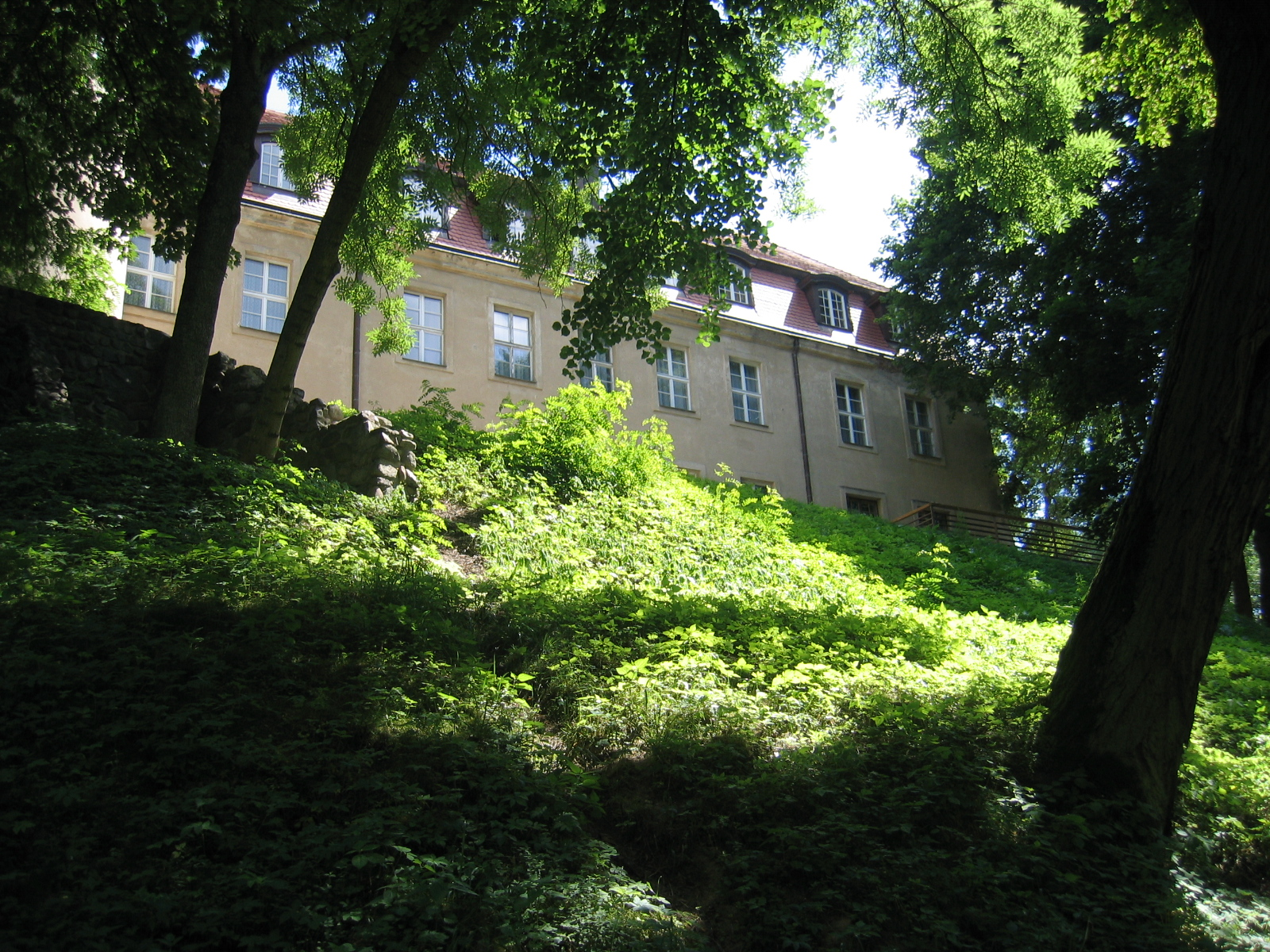
Park

Das Schloss Tütz (polnisch Tuczno, Powiat Wałecki, Woiwodschaft Westpommern) dient als Haus der Schöpferischen Arbeit des Verbandes Polnischer Architekten (SARP).

## Geschichte
Das Schloss bildete vom Anfang an die Residenz der Adelsfamilie von Wedel, die später den polnischen Familiennamen Tuczyński annahm.
Die Errichtung des Schlosses begann 1338 unter Ludwig und Lamprecht von Wedel. Es war eine gotische Burg, umfasst von drei Seiten mit einer 7 m hohen Festungsmauer. Die Bedeutung der Burg als einer der zwölf wichtigsten Burgen östlich von Oder wurde vom König von Böhmen Karl IV. von Luxemburg anerkannt.
1365 wurden die Wedels Vasallen des Königs von Polen. Um 1400 wurde die Burg mit einem 25 m breiten Festungsgraben umgeben. Im 15. Jahrhundert wurde die Burg mehrmals von den Streitkräften des Deutschen Ordens belagert. Am 18. August 1409 gelang es den Angriff zurückschlagen, aber am 13. September mussten sich die Verteidiger ergeben. Die Burg blieb in den Händen des Deutschen Ordens bis 1411, wurde erneut am 22. Juli 1436 eingenommen und 1458 verbrannt.
Nach der Unterzeichnung 1466 des Zweiten Friedens von Thorn kam Tütz unter polnische Herrschaft. Der hiesige Zweig der Familie von Wedel nahm den polnischen Namen Tuczyński (von Tuczno/Tütz) an.
Im Zeitraum 1542 bis 1581 hat Stanislaus Wedel-Tuczyński (1516–1587) an Stelle des alten Gebäudes ein neues errichten lassen, das den Charakter einer Festung behielt. Sein Sohn Krzysztof Tuczyński de Wedel wurde polnischer Senator. Ab 1593 bemühte er sich mit Hilfe der Jesuiten darum, die seit etwa 1546 protestantischen Bewohner seiner Besitzungen zum Katholizismus zurückzuführen, notfalls gewaltsam. Dabei geriet er auch in Konflikt mit seinen evangelischen Vettern Wedel aus Friedland, die ebenfalls in Tütz begütert waren, wie umgekehrt die Wedel-Tütz in Friedland und in der brandenburgischen Neumark Besitz hatten. Die Begüterung in Tütz wurde schließlich Gegenstand zweier konfessionell-vermögensrechtlicher Teilungsverträge. 1599 wurde der Ort in eine katholische und eine evangelische Hälfte geteilt und 1616 gevierteilt in drei katholische Teile und einen evangelischen.
1608 bis 1631 errichtete der Posener Burggraf Christoph II. (Krzysztof) Wedel-Tuczyński den Süd- und Westflügel. Dadurch entstand ein Schloss auf einem hufeisenförmigen Grundriss. Von der Nordseite war der Hof zuerst mit einer Festungsmauer abgeschlossen, die im 17. Jahrhundert abgebrochen wurde. Es entstand ein nach Norden offener Ehrenhof. Krzysztofs II. jüngerer Bruder Stanisław Krzysztof Tuczyński de Wedel heiratete Marianna Leszczyńska, eine Tochter des Großkanzlers der polnischen Krone, Wacław Leszczyński (1575–1628), und wurde ebenfalls Senator.
Nach dem Tode der letzten Vertreter der Wedel-Tuczyński-Familie, Andreas II. († 1717) und seiner Witwe Marianne († 1739) kam das Schloss in die Hände der polnischen Adelsfamilien Mycielski, Niemojewski, Poniński und Moszczeński. Vor 1736 war die Residenz eine fast verlassene Ruine. 1846 wurde ein neuer Westflügel angebaut, die übrigen Flügel wurden erneuert und teilweise umgebaut. 1903 wurde das Gebäude von der Wohltätigkeitsorganisation „Caritas“ übernommen.
In den Jahren 1934–1937 wurden in der Böschung unter dem Schloss Stahlbetonbunker des Pommernwalls eingebaut.
Im Frühjahr 1945 wurde das Schloss durch Kampfhandlungen und Sprengung der Bunker beschädigt, blieb jedoch im nutzbaren Zustand. Nach dem Großbrand 1947 stand die Ruine bis 1957 verlassen, 1958–1962 wurden archäologische Grabungen durchgeführt, die die Reste der gotischen Burg enthüllten. 1966 bis 1976 wurde das Schloss wiederaufgebaut, wobei der Zustand aus dem Anfang des 18. Jahrhunderts wiederhergestellt wurde.

## Architektur
Der Ostflügel bildet den ältesten Teil des Schlosses und wurde nach 1338 errichtet. Es war ein 35 × 13 m großes Gebäude aus Stein und Backstein, mit Strebepfeilern an den Ecken. Es besteht noch ein Fragment des gotischen Untergeschosses mit Tonnengewölben unter dem nördlichen Teil des Flügels.
1542 bis 1581 wurde nach Abbruch des gotischen Gebäudes ein zweigeschossiges Palazzo im Spätrenaissancestil mit zwei runden Basteien in Ostecken errichtet. Die Fassaden wurden mit Bossenwerk im Sgraffitoputz geschmückt, die Fenster erhielten Umrahmungen aus Sandstein.
Der mittlere Südflügel wurde 1608 bis 1631 errichtet. Er diente als Eingangs- und Repräsentationskomplex, mit einem Risalit und Eingangsportal, angebaut am Anfang des 18. Jahrhunderts.
Der Westflügel entstand am Ende des 15. Jahrhunderts als ein kleines (8 × 11 m) Gebäude mit tiefer Unterkellerung, wurde 1608 bis 1631 durch einen Barockflügel ersetzt. Der Westflügel wurde beim Umbau 1846 abgebrochen und an dessen Stalle wurde ein neues Gebäude errichtet.
Beim Wiederaufbau nach dem Brand 1966 bis 1976 wurde der Barockflügel wiederhergestellt, die 1846 zerstörte Sgraffitodekoration des Ostflügels nach erhaltenen Fragmenten rekonstruiert.
Das Schloss stellt heute eine Rekonstruktion des Zustandes aus dem 18. Jahrhundert dar. Es ist fast symmetrisch, der linke Turm ist mit einer plumpen Zwiebelhaube gekrönt, während der rechte ein spitzes, steiles Zeltdach trägt. Alle drei Flügel haben Mansarddächer mit Lukarnen, die die Dachgeschosse beleuchten. Der Ostflügel hat einen Barockgiebel, während der Westflügel einen Krüppelwalmdach hat.
Das Schloss steht auf einem Hügel inmitten eines 4,5 ha großen Parks.
Das Schloss wurde am 4. Dezember 1954 unter A-32 in das Verzeichnis der Baudenkmäler der Woiwodschaft Westpommern eingetragen.